# Хоэнлоэнский диалект
Хоэнлоэнский диалект (нем. Hohenlohisch) — восточнофранкский (южнонемецкий) диалект немецкого языка, распространённый на северо-востоке Баден-Вюртемберга (Швебиш-Халл, Хоэнлоэ, Майн-Тауберкрайс). Родственные диалекты распространены в Баварии.